# Yasuko Hatori
Yasuko Hatori (羽鳥 靖子?, Hatori Yasuko; Tokyo, 23 aprile 1945) è una doppiatrice giapponese.
Attualmente lavora per la Mausu Promotion.

## Ruoli
- Aria - The Animation - Signora anziana nell'Ep. 10
- Gantz - Signora anziana
- Ghost in the Shell: Stand Alone Complex (videogioco 2005) - Anziana
- Hand Maid May - Donna di mezza età; Signora anziana nell'Ep. 3
- JAPAN, Our Homeland - Proprietaria della cartoleria Miki
- Mobile Suit Gundam SEED Destiny - Donna anziana nell'Ep. 7
- Nishi no Yoki Majo - Astraea Testament - Selma negli Ep. 2, 6
- Otogi Zoshi - Uomo in cappotto nell'Ep. 15; Narrazione
- Host Club - Amore in affitto - Shima Maezono
- Spicchi di cielo tra baffi di fumo: I "Fratelli del Camino" - Edda Rossi
- Umineko no naku koro ni - Chiyo Kumasawa
- Yosuga no sora - Misao Kasugano nell'Ep. 6